# Уркендеу (Коргалжинський район)
Уркенде́у (каз. Өркендеу) — село у складі Коргалжинського району Акмолинської області Казахстану. Адміністративний центр Амангельдинського сільського округу.
Населення — 378 осіб (2021; 489 у 2009, 851 у 1999, 1046 у 1989).
Національний склад станом на 1989 рік:
- казахи — 100 %.